# Klaus Krombholz
Klaus Krombholz (* 1938 in Aussig) ist ein deutscher Maschinenbauingenieur und Agrarwissenschaftler. 

## Leben
Geboren in Nordböhmen und aufgewachsen in der DDR besuchte Krombholz von 1952 bis 1956 die GutsMuths-Oberschule in Quedlinburg, studierte von 1956 bis 1962 Landmaschinentechnik an der TU Dresden, arbeitete dort als Assistent und wurde 1967 zum Dr.-Ing. promoviert. 
Bis 1973 war er Leiter der Forschung im Kombinat Fortschritt in Neustadt in Sachsen, hatte dann bis 1979 Aufgaben im Rahmen der internationalen Zusammenarbeit des Kombinats Fortschritt mit den RGW-Ländern und war bis 1990 wissenschaftlicher Berater der Generaldirektoren des Kombinates Fortschritt. 
Nach der Wende übernahm der Ingenieur die Sektoren Technik und Erzeugnisentwicklung. Von 1990 bis 1999 war er Leiter der Entwicklung der Fortschritt Erntemaschinen Neustadt in Sachsen. Seither ist er freiberuflicher Ingenieur und erfand ein Lenksystem für selbstfahrende Landwirtschaftsmaschinen sowie eine Durchsatzmeßvorrichtung in einer Erntemaschine. Seit 2003 ist er offiziell Pensionär und lebt in Stockach am Bodensee.
Er schrieb vier Fachbücher und digitalisiert Archivbestände in Kooperation mit dem Institut für Agrartechnik an der Universität Hohenheim. Bei der Recherche zum jüngsten Buchprojekt merkte er, dass das Zusammengetragene zu speziell war. Nach Ablegen der Kenntnisprüfungen wurde er Doktorand  an der Universität Hohenheim und im folgenden Jahr (2017) bei Karlheinz Köller promoviert. 1995 wurde Krombholz für seine Verdienste mit der Max-Eyth-Gedenkmünze des VDI geehrt. Seit 2004 ist er Mitglied im VDI-MEG Fachausschuss „Geschichte der Agrartechnik“; von 2008 bis 2010 hatte er dessen Vorsitz inne. Zusammen mit seiner Frau bereiste er 80 Länder, darunter um 2006/07 eine Reise von Feuerland nach Alaska via Cusco.

## Veröffentlichungen
- Durchgängige Maschinensysteme für die Landwirtschaft und Nahrungsgüterwirtschaft; 1971
- Aufgaben  und Probleme der qualitativen und quantitativen Produktionsmittelbereitstellung für die Landwirtschaft
- Einhundert Jahre für die Landtechnik-Industrie – 1897–1997
- Landmaschinenbau der DDR: Licht und Schatten; Kader, Pläne, Kombinate; 2008
- mit Hans-Hasso Bertram und Hermann Wandel: 100 Jahre Landtechnik : von Handarbeit zu Hightech in Deutschland; 2009
- Über die Institutionen und Personen der landtechnischen Ausbildung und Forschung im 19. und 20. Jahrhundert in Deutschland; 2015